# Лес Животных
Gekijōban Dōbutsu no Mori (рус. «Лес Животных»), также известный под названием Animal Crossing: The Movie (рус. «Перекрёсток Животных: Фильм») — японский анимационный фильм 2006 года, снятый режиссёром Дзёдзи Симурой по мотивам серии видеоигр Animal Crossing. Производством занимались компании Nintendo, OLM, Inc. и VAP, распространением — Toho. Премьера фильма в японских кинотеатрах состоялась 16 декабря 2006 года. Кассовые сборы в Японии составили 1,7 миллиарда иен (примерно 16 216 000 долларов США).
Фильм выдержан в тематике видеоигр серии и рассказывает о 11-летней девочке по имени Ай, которая переезжает в деревню, населённую животными. Главная героиня пытается подружиться с местными жителями и определить свои жизненные цели. Фильм не был локализован для международного рынка. В 2007 году подразделение Nintendo of America официально сообщило об отсутствии планов по выпуску англоязычной версии картины.

## Сюжет
Фильм начинается с того, что 11-летняя девочка Ай весной переезжает в Деревню Животных. После того как Танукити поручает ей доставлять товары, Ай заводит дружбу с четырьмя жителями деревни: Буке, Салли, Альбертом и мальчиком по имени Ю. Вместе они участвуют в различных деревенских мероприятиях. Ай начинает находить серию анонимных посланий в бутылках, в которых говорится, что во время предстоящего Зимнего фестиваля произойдёт чудо, если сосны будут посажены в определённых точках деревни. Ай выполняет указания из посланий и начинает сажать деревья, отчасти веря, что сообщения могли быть оставлены инопланетянами.
Осенью Буке упрекает Ай за то, что та не пришла на прощальную вечеринку Салли, что становится для девочки неожиданностью. Ай огорчена, узнав, что Салли уехала, чтобы начать карьеру в сфере дизайна одежды. В музейном кафе Ай не сдерживает слёз, когда звучит песня К. К. Босса, напоминающая ей о Салли. Бьянка отчитывает Ай, говоря, что она должна радоваться за подругу. Ай отвечает, что действительно рада за Салли, но расстроена тем, что та не сообщила о своём отъезде, после чего покидает кафе. Салли отправляет Ай письмо с извинениями, объясняя, что прощание было бы слишком тяжёлым, и призывает девочку начать собственный путь. Буке извиняется перед Ай за свою резкую реакцию.
Наступает зима, и все сосны, посаженные Ай, полностью выросли и украшены рождественскими гирляндами. В центре леса терпит крушение космический корабль, из которого появляется чайка Джонни. Выясняется, что именно Джонни подбрасывал бутылки с записками, планируя появиться в образе инопланетянина. Он просит жителей деревни помочь найти детали, отвалившиеся от его корабля при посадке. Ай, Бук, Ю и Альберт направляются к пещере, где, по словам Ю, упала одна из деталей. Вход в пещеру оказывается заблокирован большим валуном, появившимся после недавнего происшествия. Команда пытается сдвинуть валун, но он оказывается слишком тяжёлым. Неожиданно появляется Салли и помогает освободить вход в пещеру.
Пятеро героев находят пропавшую деталь и возвращаются к Джонни, который, как выясняется, уже собрал все остальные части. Выясняется, что найденная деталь — это повреждённый НЛО из большой группы космических аппаратов, привлечённых в деревню узором из сосен с гирляндами, высаженных Ай. Повреждённый НЛО соединяется со своей группой, и перед отлётом они создают на ночном небе созвездие, по форме напоминающее Ай. В финале Ай выигрывает конкурс на лучшее украшение Зимнего фестиваля, что впервые даёт ей ощущение полноценной принадлежности к деревенскому сообществу.

## Персонажи
- Ай (Юи Хориэ) — 11-ти летняя девочка-человек, протагонист фильма, который переезжает в Деревню Животных.
- Буке (Мисато Фукуэн) — склонная к откровениям кошка, которая дружит с Ай. У нее есть тенденция хвалить собственные товары. Она обнаруживает окаменелость сейсмозавра в деревенской пещере. Известна как Рози (англ. Rosie) в англоязычных версиях игр серии.
- Салли (Фумико Орикаса) — слониха, мечтающая стать дизайнером. Несмотря на свою большую и устрашающую внешность, она добрая и нежная. Она дружит с Ай вместе с Буке. Известна как Марги (англ. Margie) в англоязычных версиях игр серии.
- Ю (Ю Кобаяси) — 12-ти летний мальчик-человек, живущий в соседней деревне. Его хобби включают в себя косплей (обычно пирата или ниндзя) и коллекционирование насекомых и окаменелостей.
- Альберт (Такатоси Канэко) — озорной аллигатор, который дружит с Ю. Известен как Альфонсо (англ. Alfonso) в англоязычных версиях игр серии.
- Аполло (Масаки Тэрасома) — спокойный орёл, которым предположительно восхищается Бьянка.
- Бьянка (Юрика Хино) — прекрасная белая волчица, которая предположительно восхищается Аполло. Она пытается сохранить свою женскую натуру. На протяжении всего фильма в значительной степени подразумевается, что она и Аполло когда-то были парой. Известна как Уитни (англ. Whitney) в англоязычных версиях игр серии.
- Саруо (Ясухиро Такато) — мускулистая обезьяна мужского пола, которая любит заниматься тяжёлой атлетикой и делает это на протяжении всего фильма. Известен как Чемп (англ. Champ) в англоязычных версиях игр серии.
- Алан (Кацуя Татэкабе) — горилла мужского пола, которая имеет опыт в искусстве энка. Является хорошим другом Сакурадзимы. Известен как Цезарь (англ. Cesar) в англоязычных версиях игр серии.
- Сакурадзима (Юдзи Уэда) — муравьед, имеющий навыки шансонье. Является хорошим другом Алана. Известен как Цирано (англ. Cyrano) в англоязычных версиях игр серии.
- Даруман (Хисао Эгава) — хохлатый пингвин, который любит рыбачить и всегда любит это делать в одном и том же месте. Известен как Хоппер (англ. Hopper) в англоязычных версиях игр серии.
- Танукити (Наоки Тацута) — тануки (енот в американской и европейской версиях игр серии), которому принадлежит магазин в Деревне Животных. Ему по душе, чтобы новые сельские жители работали в его магазине неполный рабочий день. Известен как Том Нук (англ. Tom Nook) в англоязычных версиях игр серии.
- Котобуки (Кэнъити Огата) — старая черепаха и мэр города. В фильме он обеспокоен своим предстоящим переизбранием, хотя он единственный кандидат на должность. Известен как Тортимер (англ. Tortimer) в англоязычных версиях игр серии.
- Пелио (Акио Суяма) — пеликан, который доставляет письма по Деревне Животных. Известен как Пит (англ. Pete) в англоязычных версиях игр серии.
- Пелико (Отоха) — женский пеликан, которая работает в мэрии Деревни Животых в дневное время. Она нежная и добрая, в отличие от своей старшей сестры Пелими. Известна как Пелли (англ. Pelly) в англоязычных версиях игр серии.
- Пелими (Юко Мидзутани) — пеликан, которая работает в мэрии Деревни Животых в ночное время. В отличие от своей младшей сестры Пелико, она грубая и высокомерная. Известна как Филлис (англ. Phyllis) в англоязычных версиях игр серии.
- Фута  (Каппэй Ямагути) — неясыть, работающий в Музее Деревни Животных. Единожды начиная говорить о динозаврах, он не может остановиться. Его мечта — заполучить окаменелость сейсмозавра. Известен как Блатэрс (англ. Blathers) в англоязычных версиях игр серии. В отличие от игр, он не ведёт ночной образ жизни.
- Фуко (Мика Канаи) — сова, управляющая обсерваторией в музее. Известна как Селеста (англ. Celeste) в англоязычных версиях игр серии. В отличие от игр, она не ведёт ночной образ жизни.
- Мастер (Такая Хаси) — голубь, управляющий кофейней-киссатэн при музее. Известен как Брюстер (англ. Brewster) в англоязычных версиях игр серии.
- Тотакэкэ (Сюн Огури) — пёс — уличный музыкант. Является воплощением композитора серии Кадзуми Тотаки. Известен как К. К. Слайдер (англ. K.K. Slider) в англоязычных версиях игр серии. Во время исполнения композиции «K.K. Bossa» во время фестиваля фейерверков он поёт на анимализе, языке антропоморфных животных из игр серии.
- Мистер Ресет (Юити Кимура) — крот, отвечающий за освещение в деревне. Известен как Мистер Ресетти (англ. Mr. Resetti) в англоязычных версиях игр серии, где он выполняет иную задачу. Он появляется, если игрок перезапускает игру, предварительно не сохранившись, и устраивает ему обструкцию.
- Сэйити (Дзюмпэй Такигути) — художник-морж, часто голодный и печальный. Известен как Венделл (англ. Wendell) в англоязычных версиях игр серии
- Кинуё (Мари Адати) — младшая из двух сестер-ежих, которые являются портными деревни. Известна как Мэйбл Эйбл (англ. Mable Able) в англоязычных версиях игр серии.
- Асами (Саори Хаттори) — старшая из двух сестер-ежих, которые являются портными деревни. Известна как Сэйбл Эйбл (англ. Sable Able) в англоязычных версиях игр серии.
- Цунэкити (Тецуё Сакагути) — кицунэ (лис в американской и европейской версиях игр серии), который управляет чёрным рынком с дурной репутацией. Известен как Безумный Рэдд (англ. Crazy Redd) в англоязычных версиях игр серии.
- Ракосукэ (Такаси Миикэ) — морская выдра. Известен как Паскаль (англ. Pascal) в англоязычных версиях игр серии.
- Джонни (Ватару Такаги) — чайка-космонавт, который летает в помощью НЛО, а также говорит по-английски. Известен как Гулливер (англ. Gulliver) в англоязычных версиях игр серии. В оригинальной игре он был моряком, который причаливал на берег и давал игроку один из редких предметов интерьера. В Animal Crossing: Wild World он управляет НЛО, которое игрок, как и в фильме, может сбить рогаткой. После этого, как и в фильме, игрок должен собрать обломки корабля. За выполнение задания Гулливер награждает игрока одним из предметов интерьера на космическую тематику.
- Каппэй (Мицуо Ивата) — каппа-таксист. Известен как Кэпп’н (англ. Kapp'n) в англоязычных версиях игр серии. В оригинальной игре он управляет паромом, который доставляет игрока на Остров Животных. В Wild World он водит такси, которое везёт игрока в деревню, как в фильме.

Другие персонажи, такие как Сисё (Доктор Шранк (англ. Dr. Shrunk)), Мистер Хомма (Лайл (англ. Lyle)), Майко (Кети (англ. Katie)) и ее мать Кейтлин (англ. Kaitlin), и Роланд (Сахара (англ. Saharah)) выступают в немой роли.

## Производство
О выходе фильма «Лес Животных» впервые было объявлено в майском выпуске 2006 года японского интернет-журнала Hochi Shimbun, где также сообщалось о запланированной премьере в кинотеатрах в декабре того же года. Производство фильма началось благодаря успеху игры Animal Crossing: Wild World, выпущенной для Nintendo DS годом ранее и разошедшейся тиражом более 3 миллионов копий только в Японии. Режиссёром был назначен Дзёдзи Симура, ранее работавший над адаптациями манги, такими как «Повелитель призраков» и Master Keaton. В создании фильма участвовали некоторые сотрудники, работавшие над серией игр Animal Crossing, стремившиеся придать фильму такую же широкую привлекательность для аудитории, как и самим видеоиграм.
Покупатели, оформившие предварительный заказ билетов до премьеры фильма, имели возможность получить ваучеры, которые можно было обменять на труднодоступные золотые инструменты в игре Animal Crossing: Wild World. В октябре 2007 года компания Nintendo of America официально заявила об отсутствии планов по выпуску фильма в Северной Америке.

### Музыка
Музыку к фильму написал композитор серии Animal Crossing Кадзуми Тотака, аранжировщиком выступил Томоки Хасэгава. В фильме использованы многочисленные композиции из игр. Официальная заглавная песня фильма — «Мори э Ико» (森へ行こう, «Давай отправимся в Лес») в исполнении Таэко Онуки, которая играет по окончании фильма. Официальный альбом был выпущен в Японии 13 декабря 2006 года VAP и содержит 46 треков из фильма вместе с пятью бонусными композициями из Animal Crossing: Wild World.

## Выпуск
«Лес Животных» вышел в прокат в Японии 16 декабря 2006 года, дистрибьютором выступила компания Toho. В первый уик-энд фильм занял третье место по сборам среди японских фильмов, уступив «Письмам с Иводзимы» и «Эрагону», и заработал около 246 миллионов иен (2 085 729 долларов США). К концу 2006 года общая выручка от проката составила 1,526 миллиарда иен (12 915 432 долларов США), что позволило фильму занять 30-е место в списке самых кассовых кинокартин года в регионе. За весь период проката до 2007 года фильм собрал 1,7 миллиарда иен (16 216 731 долларов США), став 17-м в списке самых кассовых фильмов того года при сложении с кассовыми сборами за декабрь 2006 года.
«Лес Животных» был выпущен на 2-х DVD в Японии 25 июля 2007 года компанией VAP. Вместе с первыми дисками выдавались сумки, оформленные в тематике Animal Crossing.

### Критика
Критик журнала Nintendo Gamer назвал «Лес Животных» лучшей экранизацией игры со времён Mortal Kombat. Сюжет в целом достоверно изображает игровую вселенную, его персонажей, также аниме впечатляет своей визуальной составляющей. Однако об истории особо нечего сказать кроме того, что она представляет собой череду случайных событий.
Ричард Айзенбайс с сайта Kotaku назвал «Лес Животных» совершенно скучным и бессмысленным фильмом без какой либо осмысленной сюжетной линии. Даже нацеливание фильма на детскую аудиторию не прощает ему серьёзные сюжетные огрехи. По сути фильм на протяжении 80 минут знакомит зрителя с городком и его жителями, являясь рекламой игр серии Animal Crossing. Главная героиня Ай лишена предыстории и мотивации, большинство сцен в фильме просто не связаны между собой. Главный эмоциональный момент в фильме — переезд слонихи Мардж преподнесён довольно странно.

## Заметки
1. ↑   (яп. 劇場版 どうぶつの森  Гэкидзё:бан До:буцу но Мори, рус. «Лес Животных: Театральная версия»)

## Использованная литература
- Galbraith I. V., Stuart. The Toho Studios Story: A History and Complete Filmography (англ.). — Scarecrow Press, 2008. — ISBN 1461673747.